# Hélio Manhães
Hélio Carlos Manhães (Cariacica, 25 de dezembro de 1934) é um advogado e político brasileiro que foi prefeito de Cachoeiro do Itapemirim por duas vezes.

## Biografia
Filho de Manoel Manhães e Maria Conceição Santos Manhães. Bacharel em Direito pela Universidade Federal do Espírito Santo foi causídico do Sindicato dos Ferroviários de Leopoldina estabelecendo morada em Cachoeiro de Itapemirim elegendo-se vereador na cidade em 1958 pelo PSP e em 1962 foi eleito deputado estadual. Após a decretação do bipartidarismo pelo Regime Militar de 1964 optou pelo MDB e foi eleito prefeito de Cachoeiro de Itapemirim em 1970 e eleito para o segundo mandato de deputado estadual em 1974. Novamente prefeito de Cachoeiro de Itapemirim em 1976, renunciou ao cargo para disputar a eleição para o Senado em 1978, mas foi derrotado por Moacir Dalla, candidato da ARENA. Em 1980 ingressou no PMDB onde permaneceu por dez anos e foi eleito deputado federal em 1982 e reeleito em 1986 migrando para o PDT no último ano de mandato.